# Saint-Michel-de-Villadeix

Saint-Michel-de-Villadeix este o comună în departamentul Dordogne din sud-vestul Franței. În 2009 avea o populație de 296 de locuitori.

## Evoluția populației
| An        | 1975 | 1982 | 1990 | 1999 | 2006 | 2009 |
| --------- | ---- | ---- | ---- | ---- | ---- | ---- |
| Populație | 248  | 263  | 258  | 288  | 291  | 296  |